# Волчий Враг
Во́лчий Враг — село, административный центр Волче–Вражского сельского совета Тамалинского района Пензенской области. На 1 января 2004 года — 239 хозяйств, 532 жителя.

## География
Расположено на севере Тамалинского района. Расстояние до районного центра пгт. Тамала — 34 км.

## История
Село основано в начале XIX века у Волчего оврага, относилось к Чембарскому уезду. В 1837 году построена церковь во имя Николая Чудотворца, которая в 1892 году была разобрана и продана в село Григорьевка. В 1889-90 годах построена новая деревянная церковь во имя иконы Казанской Божией Матери. С 1877 года - волостной центр Чембарского уезда. С 1955 года - центр сельсовета Белинского района, а с 1966 года - центр сельсовета Тамалинского района..

## Численность населения
| 1864 | 1877  | 1897  | 1911  | 1926  | 1930  | 1939  |
| ---- | ----- | ----- | ----- | ----- | ----- | ----- |
| 1011 | ↗1081 | ↗1458 | ↗1715 | ↗1966 | ↗2163 | ↘1352 |
| 1959 | 1979  | 1989  | 1996  | 2002  | 2010  |       |
| ↘934 | ↘743  | ↘683  | ↘639  | ↘581  | ↘438  |       |

## Инфраструктура
В селе имеются: почта, телеграф, телефон, средняя школа, амбулатория, филиал Сбербанка России.

## Улицы
- Луговая;
- Мира;
- Молодёжная;
- Садовая;
- Трудовая;
- Центральная.